# Trachydrillia denizi
Trachydrillia denizi is een slakkensoort uit de familie van de Clavatulidae. De wetenschappelijke naam van de soort is voor het eerst geldig gepubliceerd in 2010 door Nolf & Swinnen.